# Universidade de Saint Mary
A Universidade de Saint Mary (SMU) está localizada em Halifax, Nova Escócia, Canadá. A universidade é mais conhecida por ter programas líderes nacionais em negócios e química, bem como um dos melhores programas canadenses de basquete feminino. O campus está situado no extremo sul de Halifax e abrange uma área de aproximadamente 80 acres, o equivalente a 32 hectares.